# 古賀庸蔵
古賀 庸蔵（こが ようぞう、1853年3月10日（嘉永6年2月1日） - 1935年（昭和10年）8月2日）は、日本の弁護士、政治家、衆議院議員（2期）。

## 経歴
福岡県出身。和仏法律学校卒。福岡県警部、企救郡参事会員、弁護士となり、小倉市会議員、同議長、福岡県会議員となる。また、扶桑海産会社、豊川炭坑(株)各社長、田川銀行取締役を務めた。
1904年の第9回衆議院議員総選挙において小倉市選挙区から立憲政友会公認で立候補して当選した。1908年の第10回衆議院議員総選挙でも再選。1912年の第11回衆議院議員総選挙で落選した。1935年に死去した。